# Cognado (genealogía)
Cognado (del latín cognatus, "relacionado por nacimiento" o "pariente consanguíneo"), en derecho romano se refiere al miembro de una familia "relacionado por lazos de sangre", sin distinción de línea.
El parentesco cognático es un modo de parentesco calculado a partir de un ancestro masculino o femenino contado a través de cualquier combinación de enlaces masculinos y femeninos, o un sistema de parentesco bilateral cuyas relaciones se remontan a través de un padre y una madre. Estos parientes pueden ser conocidos como cognados.
Por extensión, en genealogía, cuando se trabaja en el linaje cognático, significa que se está interesado en la línea de las mujeres de un individuo, es decir, madre, abuela, bisabuela, etc. en los antepasados, e hija, nieta, bisnieta, etc. en los descendientes.